# 米線陣

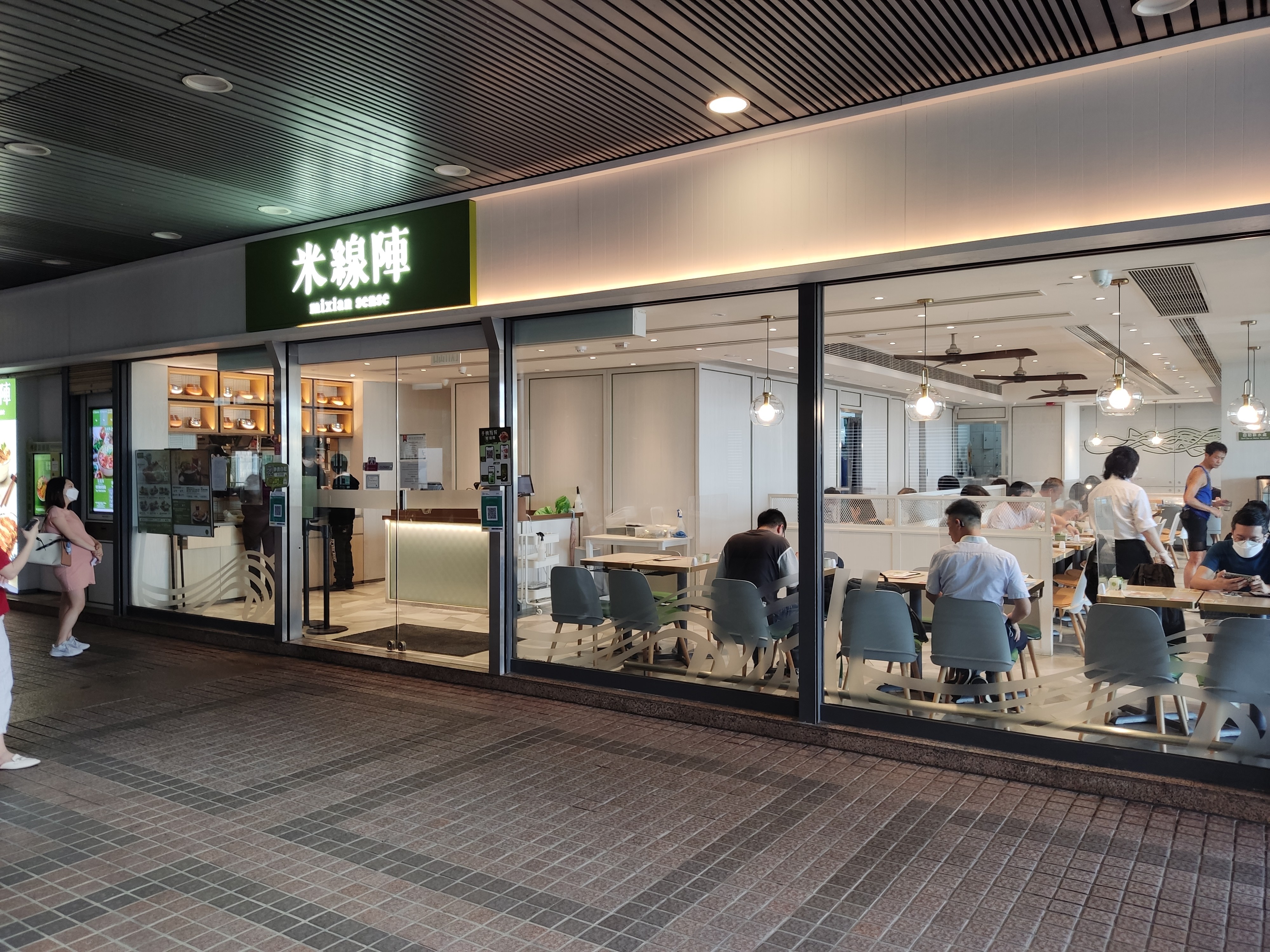
米線陣在灣仔鷹君中心的分店

米線陣（英文：Mixian Sense），是香港大家樂集團旗下一間中檔中式連鎖餐廳。
目前米線陣業務集中於港九新界的大型購物商場內和主要旅客區，分店位置包括金鐘海富中心，尖沙咀與樂富等。

## 簡介
米線陣於2012年12月於青衣開設首間店舖，米線陣逐步在香港增設分店。現時有18間分店分布於上環、金鐘、灣仔、銅鑼灣、尖沙咀、九龍機鐵站、觀塘、慈雲山、沙田、大埔、荔枝角、馬鞍山、樂富、將軍澳及荃灣，提供「米線陣」獨家秘製的「麻辣番茄湯」米線以及普衆熟息的四川麻辣湯米線等6款米線湯底選擇。
2018年7月，米線陣推出二維碼自助點餐系統。

## 分店
米線陣在下列地方或商場設有分店：
- 樂富廣場A區
- 將軍澳新都城中心二期
- 九龍站
- 金鐘海富中心
- 尖沙咀加拿芬廣場
- 尖沙咀中港城
- 銅鑼灣翡翠明珠廣場
- 觀塘鱷魚恤中心
- 大埔新達廣場
- 馬鞍山恆安商場
- 荃灣荃新天地
- 沙田Citylink
- 上環無限極廣場
- 將軍澳 PopCorn 2
- 長沙灣廣場